# Blang Seunong (Pante Bidari)
Blang Seunong is een bestuurslaag in het regentschap Aceh Timur van de provincie Atjeh, Indonesië. Blang Seunong telt 1570 inwoners (volkstelling 2010).